# مطار رستاق
مطار رستاق (إياتا: MNH، إيكاو: OORQ) هو مطار يخدم مدينة رستاق في عُمان. يُعرف أيضًا مركزًا توقف لطائرات سلاح الجو الملكي العُماني المتجهة إلى أفغانستان ومواقع استراتيجية عسكرية أخرى. تعد رستاق مدينة ساحلية على خليج عُمان، ويبعد المطار حوالي 20 كيلومترًا (12 ميلًا) عن الساحل.
لا يشمل طول المدرج عتبات الإزاحة البالغة 400 متر (1300 قدم) على كلا الطرفين. تقع منارة الراديو سييب (المُعرف MCT) على بعد 42.3 ميلًا بحريًا (78 كيلومترًا) شرق المطار.

## روابط خارجية
- تاريخ الحوادث لـ (Rostaqv) على شبكة سلامة الطيران.